# Doomsday L.A.
Doomsday L.A. Es el segundo DVD de la banda de Death metal Deicide Lanzado el 22 de enero de 2007, Con la nueva línea de Glen Benton (bajo), Steve Asheim (batería), Jack Owen (guitarra) y Ralph Santolla (guitarra), la aparición de sus 18 clásicos y canciones del álbum The Stench of Redemption.
El material extra se incorporan entrevistas exclusivas y videos promocionales incluyendo el clip de la canción Homage for Satan.
Y como extra contiene los videos promocionales de Homage for Satan y Desecration y un backstage con entrevistas con todos los miembros de la banda.

## Lista de canciones
1. Intro 01:10
2. Dead by Dawn 04:09
3. Once Upon the Cross 03:01
4. Scars of the Crucifix 03:30
5. The Stench of Redemption 04:40
6. Death to Jesus 04:34
7. When Satan Rules His World 03:25
8. Serpents of the Light 03:18
9. Dead but Dreaming 03:46
10. They Are the Children of the Underworld 03:18
11. Bastard of Christ 03:08
12. Desecration 05:16
13. Behind the Light Thou Shall Rise 03:53
14. When Heaven Burns 04:08
15. Walk With the Devil in Dreams You Behold 05:19
16. Homage for Satan 04:25
17. Lunatic of God's Creation 03:21
18. Kill the Christian 03:24
19. Sacrificial Suicide 04:37

## Reparto
- Glen Benton - Bajo, voz
- Jack Owen - Guitarra
- Ralph Santolla - Guitarra
- Steve Asheim - Batería

- Datos: Q3028795